# Knud Ulfeldt

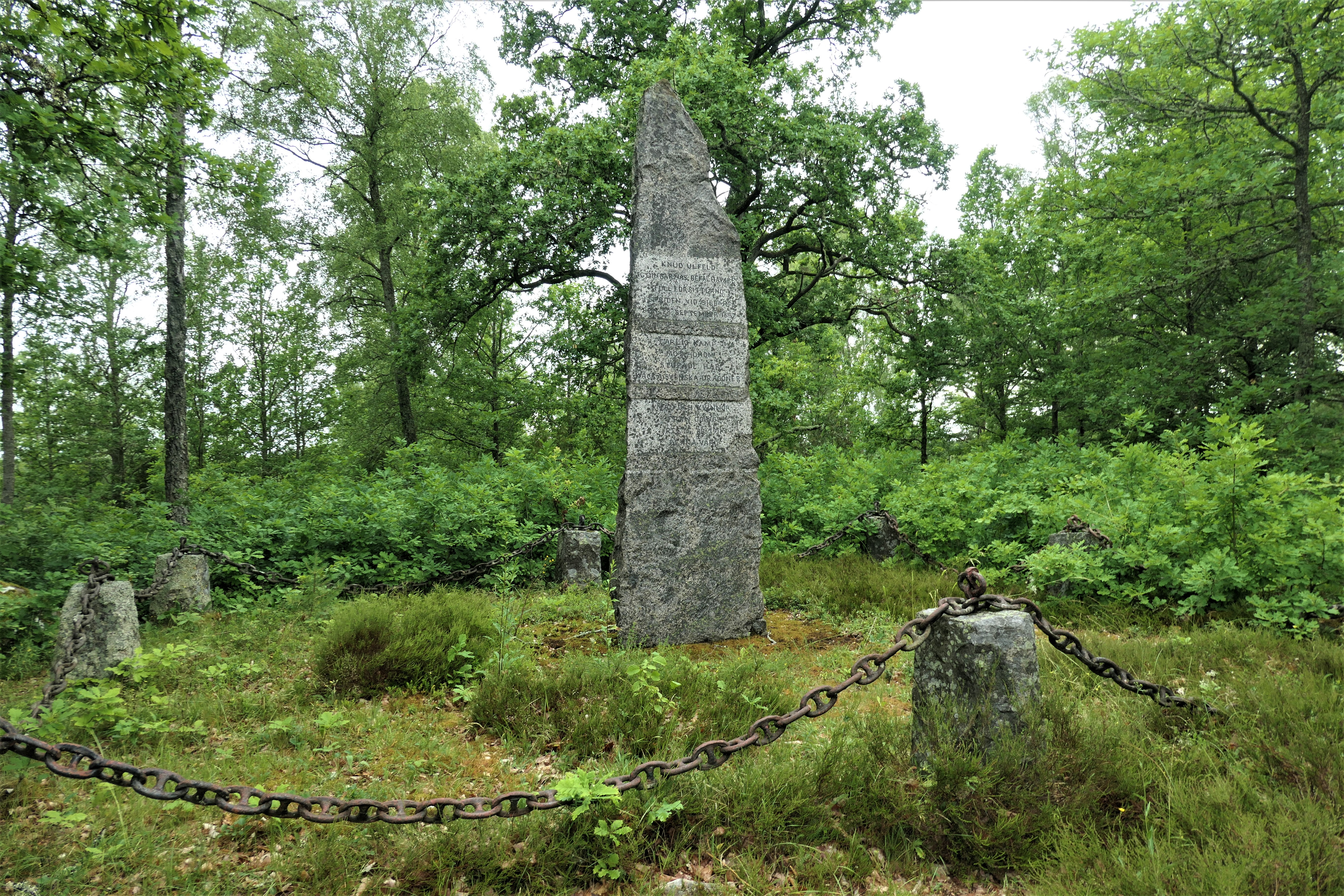
Minnesten över Slaget vid Sibbarp för att hedra de stupade, bland dem Knud Ulfeldt.

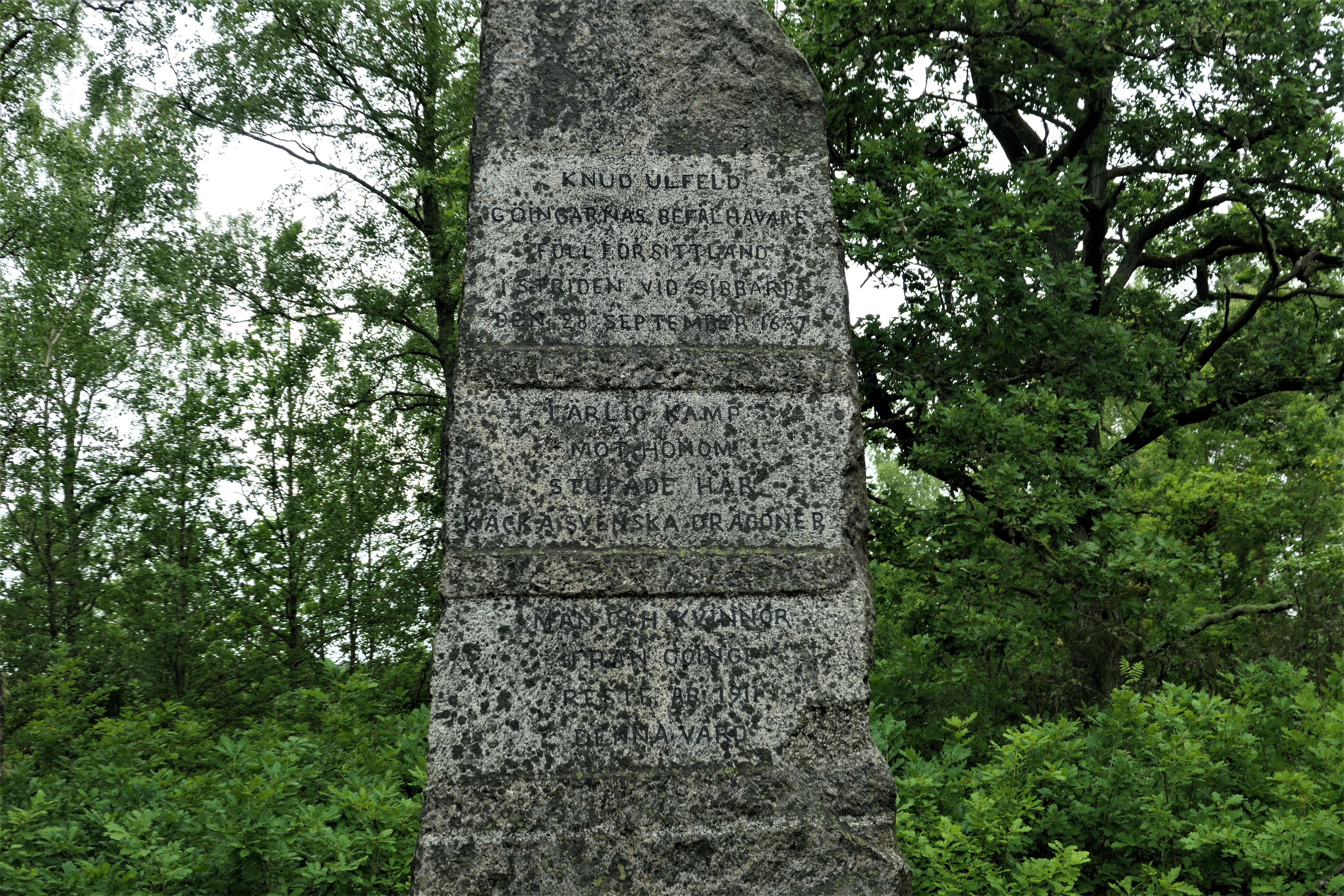

Knud Christoffersen Ulfeldt, född 1609, död  28 september 1657 vid Sibbarps skans strax söder om Osby, var en dansk ämbetsman. Han var bror till Ebbe Ulfeldt.
Knud Ulfeldt var son till riksrådet Christoffer Ulfeldt (1583–1653) och Maren Urup. Han gick 1620–1627 på Sorø Akademi, varefter han vistades i London 1627 och från 1628 studerade vid universitetet i Orléans i Frankrike. Han fick 1630 titeln "hofjunker" och tjänstgjorde som militär i Holstein 1635–1638, från 1639 i Skåne, och senare samma år som "general-krigszahlkommissær" vid legotrupperna i Holstein. Som betalning för det senare mottog han som förläning Tønsberg län i Norge. 
Han blev senare som andreman, tillsammans med riksmarsken Anders Eriksen Bille, ansvarig för rikets militära administration.
Han frånträdde 1646 förläningen i Norge för att i stället överta Landskrona län som länsman. Där etablerade han den starka Landskrona fästning. Han ledde framgångsrikt Skånes försvar mot Sverige 1657 vid utbrottet av Karl X Gustavs första danska krig, men föll i september samma år i slaget vid Sibbarp. 
| ”                                                                 | De svenskar under överste Rank hava varit få och blivit till största delen omringade och nedsablade. Danske översten herr Ulfeld har, då han kom tillbaka till valplatsen, sedan han förföljt de få, som undkommit. Blivit skjuten av en illa blesserad svensk, som liggande bakom några s.k. budrika stenar, som än visas, räknades för död, men visste så väl att nyttja ett laddat gevär, som han upptog, att han brukade det mot själve översten, som under marschen kom honom förbi. | „ |
| – Hans Peter Lorich (1712–1798), prost i Osby, i Acta eleri, 1761 | |   |

Knud Ulfeldt var gift först med Vibeke Clausdatter Podebusk (1608–1645) och därefter med Edel Jakobsdatter Rosenkrantz (död 1684).
År 1911 restes en minnesvård över Slaget vid Sibbarp strax söder om naturreservatet Osby skansar och Stavshultsgården för att hedra de stupade, bland dem Knud Ulfeldt.